# طهنه
طهنه، روستایی از توابع بخش ارجمند شهرستان فیروزکوه در استان تهران ایران است.روستای طهنه یکی از روستاهای زیبای فیروزکوه است.حسن قشقاوی نماینده مجلس اهل این روستا است.

## جمعیت
این روستا در دهستان دوبلوک قرار دارد و براساس سرشماری مرکز آمار ایران در سال ۱۴۰۱، جمعیت آن ۵۰۰ نفر (۲۰۰خانوار) بوده‌است که از طوائف مختلف تشکیل شده است. در گذشته بیشتر مردم این روستا به باغداری و خیاطی مشغول بوده اند.

## زبان
مردم این روستا به زبان مازندرانی صحبت می کنند.

## محصولات
محصولات این روستا گندم، گیلاس، آلبالو، زردآلو، سیب و گردو است.

## دهیاری و شورای اسلامی
دهیار= احمد خمسه
اعضای شورای اسلامی=افسانه قشقاوی،ناصر پیچکا،مجتبی سالاری

## طوائف
- سالاریه،درزی،قشقایی،پیچکا و عشریه

1. ↑  قاسمی، علیرضا؛ به کوشش انجمن اسلامی دانشجویان دانشگاه گیلان (۱۳۷۷). سیری در زبان و شعر مازندرانی. رشت: انتشارات دانشگاه گیلان. ص. ۳.
2. ↑  جعفری دهقی، محمود؛ خلیلی پور، نازنین؛ جعفری دهقی، شیما (۱۳۹۳). زبان‌ها و گویش‌های ایرانی ( گذشته و حال). تهران: مرکز دایره المعارف بزرگ اسلامی. ص. ۲۶۱. شابک ۹۷۸-۶۰۰-۶۳۲۶-۶۳-۴.